# Karnilla
Karnilla es un personaje ficticio que aparece en los cómics estadounidenses publicados por Marvel Comics.

## Historial de publicaciones
Karnilla apareció por primera vez en Journey into Mystery # 107 (agosto de 1964), y fue creada por Stan Lee y Jack Kirby.

## Biografía
Karnilla la Reina Norn es una hechicera y la Reina de Nornheim (una de las provincias asgardianas). Ella ha demostrado ser una enemiga de Asgard, aliada con Loki, aunque está profundamente enamorada de Balder.
Cuando apareció por primera vez, Karnilla salvó a Balder de ser asesinado por Loki. Ella dice que la razón era que, como todo lo que existía en Asgard, con la excepción del muérdago, ella prometió proteger a Balder. Luego le prestó a Loki un poco de magia de las piedras Norn.
Más tarde, ella fue accidentalmente responsable de otorgar el poder sobrenatural de Demoledor que estaba destinado a Loki. Luego se alió con Loki y engañó a Sif para que animara al Destructor. Sin embargo, durante este plan se sintió atraída románticamente por Balder. Ella declaró su amor por Balder, pero fue rechazada. Con el corazón roto, enfrentó a Balder contra la Legión de los Perdidos. Más tarde, ella trató de tentar a Balder a renunciar a su servicio a Odín, y luego trató de capturar a Balder. Luego salvó a Balder y los Tres Guerreros del Hombre Termal.
Karnilla más tarde lanzó un hechizo para despertar a Odín a tiempo para derrotar al Infinito. Finalmente obligó a Balder a renunciar a Odín y servirla. Con Loki, ella creó a Durok el Demoledor para luchar contra Thor. En poco tiempo, ella liberó a Balder de su servicio.
Más tarde, se alió con Thor contra Mangog y Igron. Ella y Balder luego defendieron a Asgard contra un asalto de armaduras animadas. Luego lucharon contra la Encantadora y Skurge, pero fueron derrotados por Kroda el Duelista. Luego luchó contra Loki para salvar a Balder.
Después de un tiempo, fue rechazada de nuevo por Balder, quien había renunciado a su carrera como guerrero al regresar de entre los muertos. Sin desanimarse, ella secuestró a Balder y a su nueva amada, Nanna. Karnilla obligó a Balder a aceptar casarse con ella para salvar la vida de Nanna. Con Loki, ella lanzó un Gigante de la nieve para luchar contra Thor, pero traicionó a Loki y fue derrotado por él. Más tarde buscó el perdón de Balder por la muerte de Nanna.
Karnilla reveló la ubicación de la Rosa de la Pureza a la Encantadora. Luego se unió a una alianza de Loki y Tyr contra Odin. Más tarde, fue solicitada por Balder para unir fuerzas con Asgard contra Surtur.
Karnilla luego planeaba mantener a Balder con ella en Nornheim. Sin embargo, finalmente llegó a lamentar sus acciones ya que realmente se había enamorado de él. Fue capturada por Utgard-Loki y los Gigantes de Escarcha, quienes la atormentaron y humillaron cortando su largo cabello negro hasta una parte superior plana y obligándola a ser su esclava. Fue rescatada por Balder y Agnar y regresó a Nornheim.
Más tarde salvó a Balder de las fuerzas de Seth. Algunos de sus temas que habían sido convertidos en piedra volvieron a la vida, aunque todavía eran piedras. Karnilla se unió con una fuerza de resistencia contra la diosa de la muerte Hela. Sus aliados incluían los Tres Guerreros, el príncipe lobo Hrimhari, varias razas de trolls y los Nuevos Mutantes mortales. El objetivo de salvar a Odin de la muerte a manos de Hela se logró.
Siguiendo la trama de Fear Itself, Karnilla comenzó a preparar un ataque contra el ahora Asgard terrestre. Su primer asalto fue reemplazar a Thor (asesinado por la Serpiente por una herida que creó una ruptura en el tiempo y el espacio) con un nuevo dios del trueno Taranus (realmente un Ulik disfrazado), con todos los recuerdos de los aliados de Thor alterados para que ellos recuerden a Taranus. En lugar de Thor, a excepción de Loki.
Karnilla salió a defender a Asgard cuando los ejércitos de los muertos de Hela la amenazaron.

## Poderes y habilidades
Karnilla es un miembro de la raza de superhumanos conocido como Asgard, dándole una fuerza sobrehumana, velocidad, resistencia, durabilidad, agilidad y reflejos. También posee poderes adicionales a través de su manipulación de fuerzas de la magia. Tiene la habilidad de manipular las fuerzas de la magia por un número de efectos, incluyendo el encanto de las capacidades físicas y sensoriales, maleabilidad física, parálisis temporal o sueño, teletransportación interdimensional, proyección de energía y desviación, conversión elemental, e ilusión. Incluso puede lanzar hechizos permanentes sin ningún esfuerzo.
Karnilla posee conocimiento de hechizos mágicos y encantamientos de origen Asgardiano, lo que le concede habilidades que han sido descritas como iguales a las de Loki, o superadas solo por Odín entre los asgardianos.

## Versiones alternativas
En la versión del universo Ultimate de Asgard, Karnilla es un miembro central de la corte real. Su favor es buscado a través de juegos ligeros de lucha y combate.

## Aparición en otros medios
- Karnilla también aparece en Los vengadores, los héroes más poderosos del planeta con la voz de Kari Wahlgren. En el episodio "The Hostage Earth", la Encantadora y Skurge asaltan la guarida de Karnilla por las Piedras Norn y Karnilla termina convertida en piedra por Gárgola Gris.
- Karnilla ha desempeñado un papel importante en el lanzamiento animado de cómic animado en movimiento de Thor & Loki: Hermanos de Sangre. Esto fue adaptado de una serie de cuatro números donde Karnilla ayuda a Loki con la conquista de Asgard.[37]